# Mesosa lecideosa
Mesosa lecideosa är en skalbaggsart som först beskrevs av Francis Polkinghorne Pascoe 1865.  Mesosa lecideosa ingår i släktet Mesosa och familjen långhorningar. Inga underarter finns listade i Catalogue of Life.